# Teodosie de Valachie
Teodosie, (mort avant le 22 janvier 1522) est prince de Valachie en 1521-1522.

## Règne
Teodosie (Théodose) est le seul fils survivant de Neagoe Basarab V. Il devint prince de Valachie après la mort de son père le 15 septembre sous la tutelle de sa mère Despina Branković et de son oncle Preda Craiovescu mare ban d'Olténie.
Après la mort de ce dernier le 27 septembre 1521 son trône est immédiatement usurpé par Vlad VI Dragomir en octobre/novembre 1521. Teodosie est restauré sur le trône par une intervention des Turcs sous les ordres de Mehmet Beg Mihaloglu pacha de Nicopolis. Ce dernier cherche à se faire nommer lui-même prince de Valachie et il emmène Teodosie au sud du Danube et dirige de facto le pays du 14 octobre 1521 au 22 janvier 1522.
Les boyards hostiles aux ottomans font alors appel à Radu de la Afumați qui entre en lutte contre les envahisseurs. Dans un premier temps Mehmet Beg Mihaloglu fait revenir Teodosie puis il l'envoie à Constantinople avec sa mère, ses trésors et ses canons.
Le jeune prince y meurt avant le 22 janvier 1522 soit de la peste ou de la tuberculose qui avait déjà semble-t-il emporté son père, ses frères et ses sœurs.